# Nanwalek
Nanwalek és una concentració de població designada pel cens dels Estats Units a l'estat d'Alaska. Segons el cens del 2000 tenia 177 habitants.

## Demografia
Segons el cens del 2000, Nanwalek tenia 177 habitants, 45 habitatges, i 32 famílies La densitat de població era de 8 habitants/km².
Dels 45 habitatges en un 55,6% hi vivien nens de menys de 18 anys, en un 51,1% hi vivien parelles casades, en un 15,6% dones solteres, i en un 26,7% no eren unitats familiars. En el 22,2% dels habitatges hi vivien persones soles el 2,2% de les quals corresponia a persones de 65 anys o més que vivien soles. El nombre mitjà de persones vivint en cada habitatge era de 3,93 i el nombre mitjà de persones que vivien en cada família era de 4,79.
Per edats la població es repartia de la següent manera: un 42,9% tenia menys de 18 anys, un 14,1% entre 18 i 24, un 31,6% entre 25 i 44, un 10,7% de 45 a 60 i un 0,6% 65 anys o més.
L'edat mediana era de 22 anys. Per cada 100 dones hi havia 113,3 homes. Per cada 100 dones de 18 o més anys hi havia 114,9 homes.
La renda mediana per habitatge era de 42.500 $ i la renda mediana per família de 45.750 $. Els homes tenien una renda mediana de 33.750 $ mentre que les dones 32.813 $. La renda per capita de la població era de 10.577 $. Aproximadament el 14,7% de les famílies i el 17,5% de la població estaven per davall del llindar de pobresa.

## Poblacions més properes
El següent diagrama mostra les poblacions més properes.